# Meridiano 136 W
O Meridiano 136 W é um meridiano que, partindo do Polo Norte, atravessa o Oceano Ártico, América do Norte, Oceano Pacífico, Oceano Antártico, Antártida e chega ao Polo Sul. Forma um círculo máximo com o meridiano 44 E.
Começando no Polo Norte, o meridiano 136º Oeste tem os seguintes cruzamentos:
| País, território ou mar | Notas |
| ----------------------- | --- |
| Oceano Ártico           | |
| Mar de Beaufort         | |
| Canadá                  | Território do Noroeste Yukon Colúmbia Britânica                                                            |
| Estados Unidos          | Alasca |
| Baía dos Glaciares      | |
| Estados Unidos          | Ilha Chichagof, Alasca                                                                                     |
| Oceano Pacífico         | Passa a oeste da Ilha Kruzof, Alasca, Estados Unidos · Passa a leste do atol Maria Est, Polinésia Francesa |
| Oceano Antártico        | |
| Antártida               | Território não reclamado                                                                                   |